# Iwaszko Daszkiewicz
Iwaszko Daszkiewicz – klucznik witebski w 1480 roku.